# たかちほ号

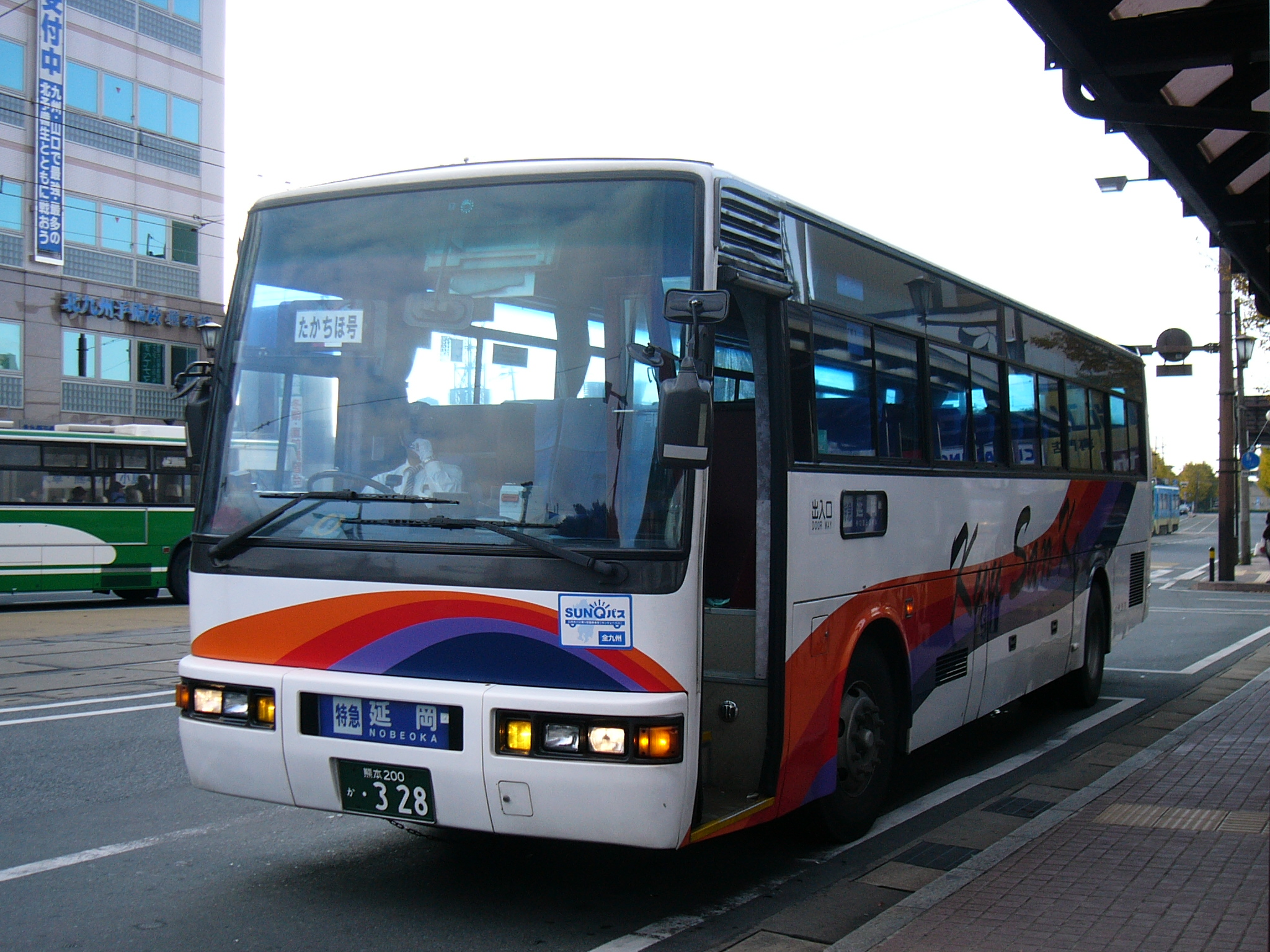
九州産交バス（ハイデッカー）

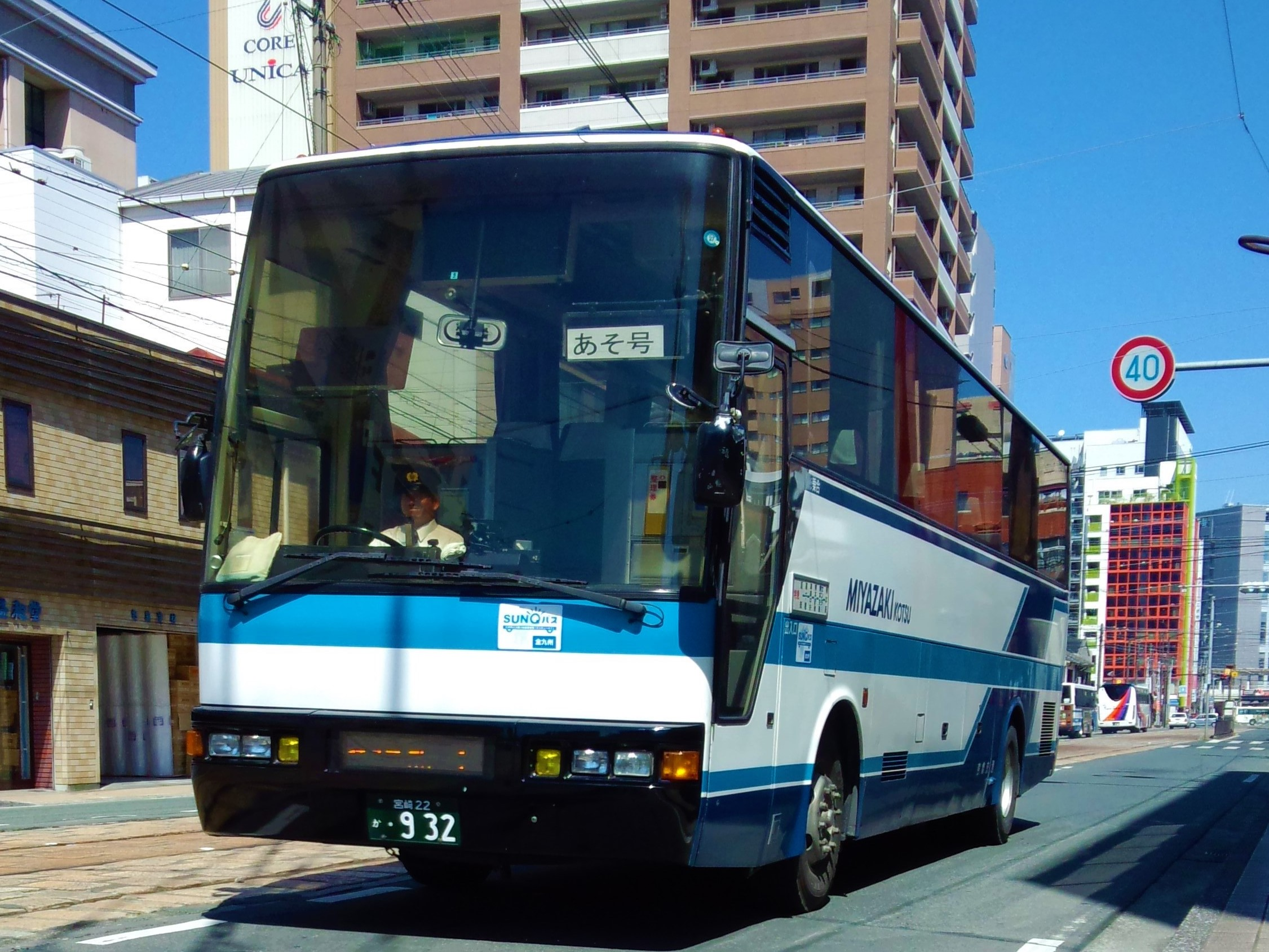
宮崎交通（あそ号、スーパーハイデッカー）

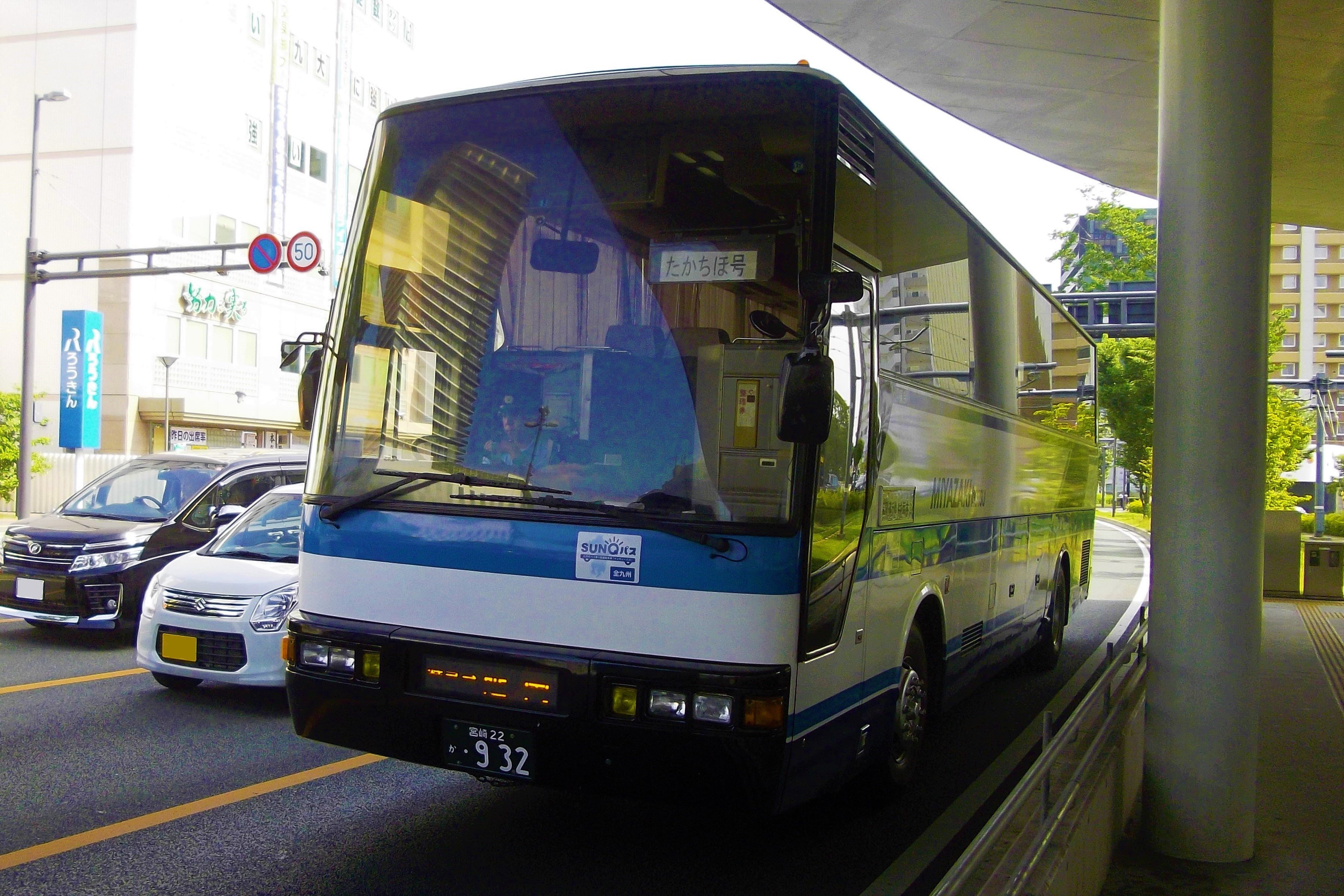
宮崎交通（スーパーハイデッカー）

たかちほ号とは、九州産交バスと宮崎交通が運行する熊本市と高千穂町・延岡市を結ぶ特急バスである。

## 概要
- 愛称は延岡発熊本行をあそ号、熊本発延岡行をたかちほ号という。
  - また、過去に、熊本市と熊本県阿蘇郡高森町を結んでいた九州産交の快速バスもたかちほ号と言った。
  - あそ号の名称は九州産交バスが運行する九州横断バスの阿蘇山見学付コースの便にも使われていたためか、同社のウェブサイトにおいて、熊本～延岡間の路線はたかちほ号としか書かれていない。

## 沿革
- 1968年6月1日運行開始 2往復運行 所要時間：5時間3分
  - 当時の停留所 熊本駅前～辛島町～子飼橋(現在、子飼本町)～大津中央～立野～戸下～栃木～下田駅前～高森産交～高森宮交～草部社倉～河内～上野～高千穂宮交～日の影～日の影駅前～川水流～高千穂通～延岡駅前
- 1971年9月 戸下経由から阿蘇大橋経由に
- 1987年11月 高森～蘇陽～五ヶ瀬～高千穂～高千穂バイパス経由に経路変更
  - このとき宮交の方が1週間ほど経路変更が遅れ、その間、産交便と宮交便で経路が異なった。
    - 当時の所要時間は交通センター～延岡間4時間（変更前は4時間23分）
    - このころ九州産交のたかちほ号には窓下に朱色のラインが入っていた（4列の45人乗り）
    - なお、3列シートになる前のなんぷう号の産交便車両（4列の40人乗り）にも金色のラインが入れられていた
- 1989年5月 4往復になる。
  - 1990年7月の阿蘇水害の際は、赤水～阿蘇草千里～南阿蘇登山道～高森経由でしばらく運行された。
- 1991年4月 高森バイパス経由に高森産交経由せず高森町役場入口停車
- 1993年11月 熊本～熊本県庁～熊本空港～大津経由に経路変更
- 1999年10月  産交1往復になる。宮交は2往復そのままで、計3往復に
- 2002年 白水バイパス全通、下田駅前廃止、同時に高森町役場入口も廃止し、高森中央経由に
- 2003年10月 俵山バイパス開通、熊本空港～俵山バイパス経由～高森に経路変更
  - バイパス大津停留所は廃止
- 2008年8月1日 川水流～延岡間、北方延岡道路に載せ替え、所要時間5分短縮
- 2010年4月1日 運行本数が3往復6便から2往復4便に減便される。
- 2015年4月30日 ダイヤ改正。「川水流」停留所における乗降扱いを廃止し、代わって「早日渡」停留所に停車開始。
- 2015年10月1日 - 熊本市桜町一帯再開発事業におけるバスターミナル建て替えに伴い、熊本交通センター乗降場所を変更[1]。
- 2016年4月22日 - 熊本地震の影響で同月15日から運休していた運行を1往復のみ運行再開。24日からは本来の2往復体制に戻る。ただし、一部区間不通により当面の間は通常ルートと異なる迂回運行となる。
  - 熊本県庁前 - 馬見原中鶴の間は迂回運行となる。「自衛隊前」「東町中央」「益城インター口」「阿蘇くまもと空港」「久木野庁舎前」「高森中央」「二瀬本入口」「蘇陽総合支所前」には停車しない。
  - 同年7月8日からは自衛隊前 - 阿蘇くまもと空港間の停車を再開したが、久木野庁舎前 - 蘇陽総合支所前間は引き続き休止。
  - 道の駅佐俣の湯において20分間、高千穂バスセンターにおいて10分間の休憩。
- 2016年12月26日 - 地震の為通行止めとなっていた俵山バイパスの復旧工事が進み一部区間を除いた大半の区間で通行止めが解除された事を受け、これまで休止していた久木野庁舎 - 蘇陽総合支所前間の停車を8ヶ月ぶりに再開。道の駅佐俣の湯における20分間の休憩を廃止し、高森中央・高千穂バスセンターの2箇所においてそれぞれ15分間ずつの休憩となる。
- 2017年4月1日 - 久木野庁舎移転廃止に伴い、これまでの久木野庁舎前停留所を「JA久木野給油所横」に名称変更。
- 2018年4月1日 - ダイヤ改正によりこれまでの震災復旧ダイヤから通常ダイヤに戻し、延岡側起終点を「延岡駅」（駅前広場内バス乗り場）に変更。これに伴い、「延岡駅前バスセンター」への乗り入れは廃止され、同時に「高千穂通り」停留所にも停車しなくなる。また、これまでの「座席定員制」（乗車順番・全席自由席）から「座席指定制」に変更となり、事前に予約が必要となる。
- 2019年4月1日 - 熊本駅前再開発工事着手に伴い、延岡行きの乗り場がこれまでの「のりば3」（高速・特急バス専用）から、一般路線バス熊本交通センター方面乗り場と同じ「のりば1」へ変更。
- 2019年9月11日 - 熊本市桜町一帯再開発ビル（名称：SAKURAMACHI Kumamoto）完成に伴う同ビル内バスターミナルに乗り入れ開始により、熊本交通センター乗降場所を変更。名称もこれまでの「熊本交通センター」から「熊本桜町バスターミナル」に改称[2][3][4]。コラボラッピングバス

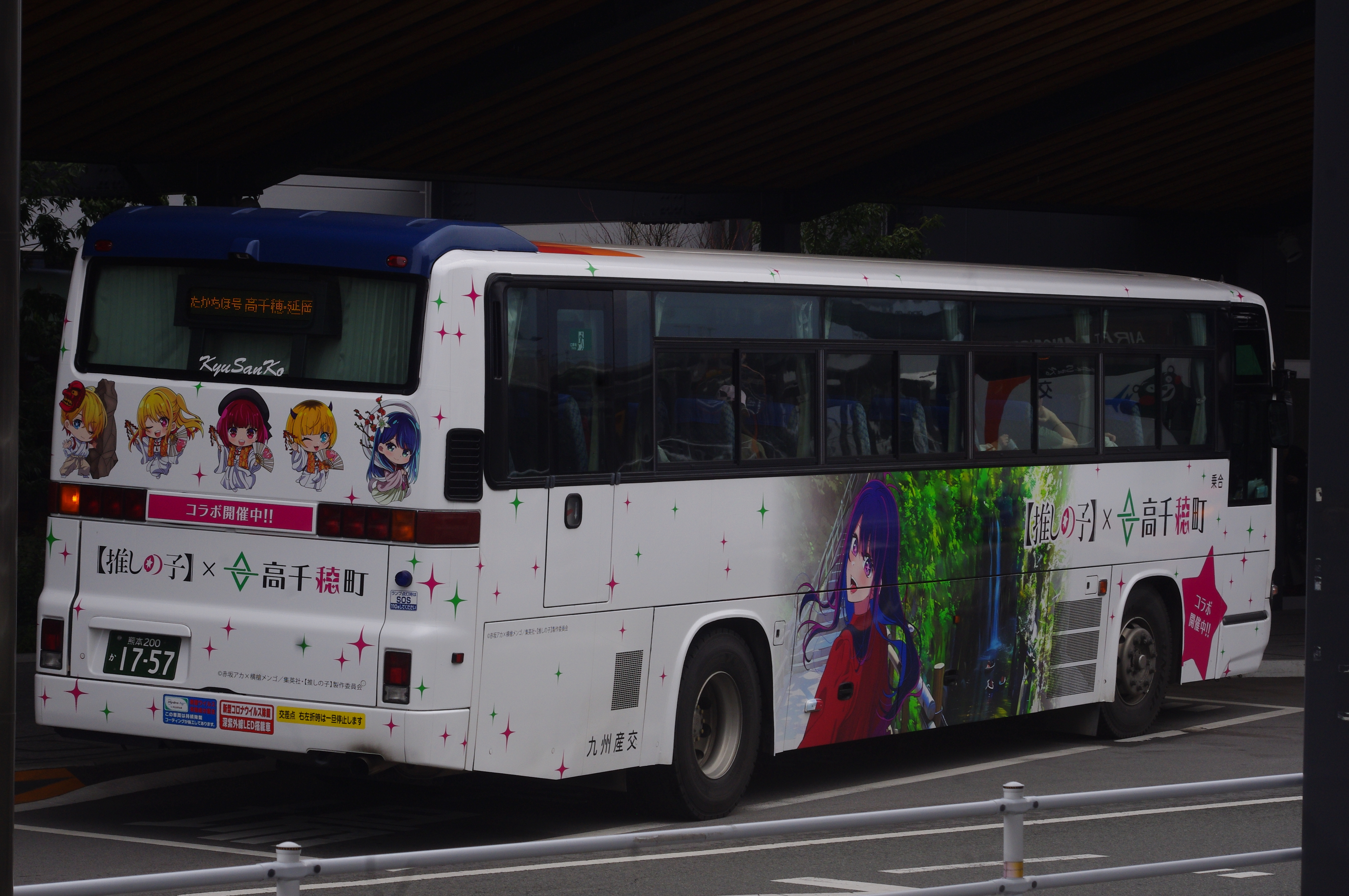
コラボラッピングバス

- 2021年1月20日 - 新型コロナウイルスの感染拡大の影響によりこの日より当面の間全便運休。
- 2022年4月1日 - 当面の間、一部減便（運休扱い）の上で運行再開。1日1往復2便。
- 2024年9月1日 - 高森町の停車箇所を南阿蘇鉄道高森線高森駅に併設された交流施設前（旧駅舎跡地）へ変更。これに伴い、従前停車していた「高森中央」停留所における乗降扱いを廃止。
- 2024年11月1日 - （産交便のみ）高千穂町とTVアニメ【推しの子】とのコラボラッピングバスが同日から2025年3月31日まで運行[5]

## 快速たかちほ号について

### 概要
- 高森快速「たかちほ号」は、九州産交バスが熊本県熊本市と阿蘇郡高森町間に昭和50年代頃まで走らせていた快速バスの愛称。
  - ヘッドマークは根子岳を思わせる山に太陽がかかっているものであった。
  - 高森からは宮崎交通の高森～延岡間特急「ひのやま号」と接続していた。
  - 当初の停留所：熊本駅～辛島町～高森
  - 1968年頃の停留所：熊本駅前～辛島町～○大劇前（現在、通町筋）～○子飼橋（現在、子飼本町）～大津～立野～戸下～栃木～下田駅前～高森（○は降車のみ）

### 沿革
- 1968年 快速4往復運行（他に延岡行き特急2往復および高森行き急行3往復）
- 1975年9月 急行廃止、快速のみに
- 1977年12月ごろ 快速廃止
- 2003年10月 熊本～熊本空港～高森線「たかもり号」として復活

## 所要時間
- 熊本駅前～延岡駅前 - 3時間50分
- 熊本駅前～高千穂 - 2時間47分

## 運行会社
- 九州産交バス
  - 担当営業所：高速営業所

- 宮崎交通
  - 担当営業所：延岡営業所

## 停車箇所
- 熊本駅前 - 熊本桜町バスターミナル - 通町筋 - 味噌天神 - 水前寺公園前 - 熊本県庁前 - 自衛隊前 - 東町中央 - 益城インター口 - 阿蘇くまもと空港 - JA久木野給油所横 - 道の駅あそ望の郷くぎの - 高森駅交流施設 - 二瀬本入口 - 蘇陽総合支所前 - 馬見原中鶴 - 五ヶ瀬町役場前 - 高千穂バスセンター - 青雲橋 - 舟の尾 - 早日渡 - 延岡駅
  - トイレなし車両で運行しているため、途中の高森駅と高千穂バスセンターにて、休憩を兼ねてそれぞれ10分程度停車する。
  - 延岡行は、熊本駅前は1番のりばから、熊本桜町バスターミナルは6番のりばから、阿蘇くまもと空港は2番のりばから発車する。熊本行は、阿蘇くまもと空港は1番のりばから発車する。
  - 延岡行の熊本駅前～熊本空港は乗車のみ。熊本行の益城インター口～熊本駅前は降車のみ。

## 車内設備・乗車券等
- ハイデッカー
- 4列シート
  - 九州産交バスにおいては、過去にトイレ付きのスーパーハイデッカー車両（3列シート）において運行していた時期もあり、さらに2008年4月頃まではこちらもトイレ付きのハイデッカー（4列シート）において運行されていたが、いずれも車両経年により代替され、現在は両社ともトイレ無しの一般観光タイプ車両が用いられている（高森駅・高千穂においてトイレ休憩をおこなう）。ただし、平日のみにおいては時としてトイレ付き車両が使われる事がある。
  - 座席は2018年4月1日運行分より座席指定制となり、事前予約が必要。予約は両社の予約センターの他、ウェブサイト（「@バスで」（ハイウェイバスドットコム））において受け付けるとともに、予約後における乗車券は熊本桜町バスターミナル・熊本空港・高千穂・延岡駅前バスセンターにて購入できるほか、乗車券未購入の場合は乗務員に氏名を告げて乗車できる（空席があれば予約なしでも乗車出来るほか、同一県内における予約は不可）。SUNQパスは全九州+下関版ならびに南部九州版のみ（熊本県内間のみの利用であっても北部九州+下関版は使用不可）。このほか、九州産交便ではくまモンのIC CARDが、宮崎交通便ではnimocaならびに全国交通系10社ICカードが使用可能。以前は産交便でもnimocaほか全国10社交通系ICカードが使えたが、2024年11月15日を以って取り扱いを終了した。
  - 2023年11月30日より、九州産交便のみにおいて、空港リムジンバスなどで既に導入されているクレジットカードによるタッチ決済が導入され、国際ブランド（Visa・JCB・American Express・Diners Club・Discover・銀聯・Mastercard（2025年2月24日より））のタッチ決済対応クレジットカード・デビットカード・プリペイドカードならびにスマホアプリが使用可能となった。使用方法として、乗車時に乗降口に設置されている専用機器にカード等をタッチし、降車時において運賃箱に取付けてある専用読取機器に再度カード等をタッチする事で決済完了となる。
  - 宮崎交通便で高千穂から熊本を日帰り往復する場合に限り学割が設定されており、一般の往復割引の半額となる。